# Foción Febres-Cordero
Foción Febres-Cordero Díaz Viana (Barinas, Venezuela; 8 de diciembre de 1831-Mérida, Venezuela; 15 de abril de 1911) fue un abogado y profesor merideño, rector de la ULA. Fue padre de, entre otros hijos, Tulio Febres-Cordero y Georgina Febres-Cordero.

## Biografía
Nació en Barinas, Venezuela el 8 de diciembre de 1831, sus padres fueron Antonio de Febres-Cordero Oberto y Josefa Díaz Viana.  Estudió en la Universidad de Los Andes, donde se graduó en derecho civil en 1855. Contrajo matrimonio con Georgina Josefa Troconis Andrade el 20 de diciembre de 1857 en Mérida, y más tarde nacieron sus hijos más conocidos, Tulio (1860) y Georgina (1861).

### Carrera
Ejerció como gobernador Interino de Mérida en 1868, y cuatro años después, en 1872, fue nombrado rector de la ULA, donde ejerció su cargo hasta 1875. Después de esto, trabajó como profesor de Leyes Nacionales y Código Penal hasta su muerte, el 15 de abril de 1911.